# Rollsitz

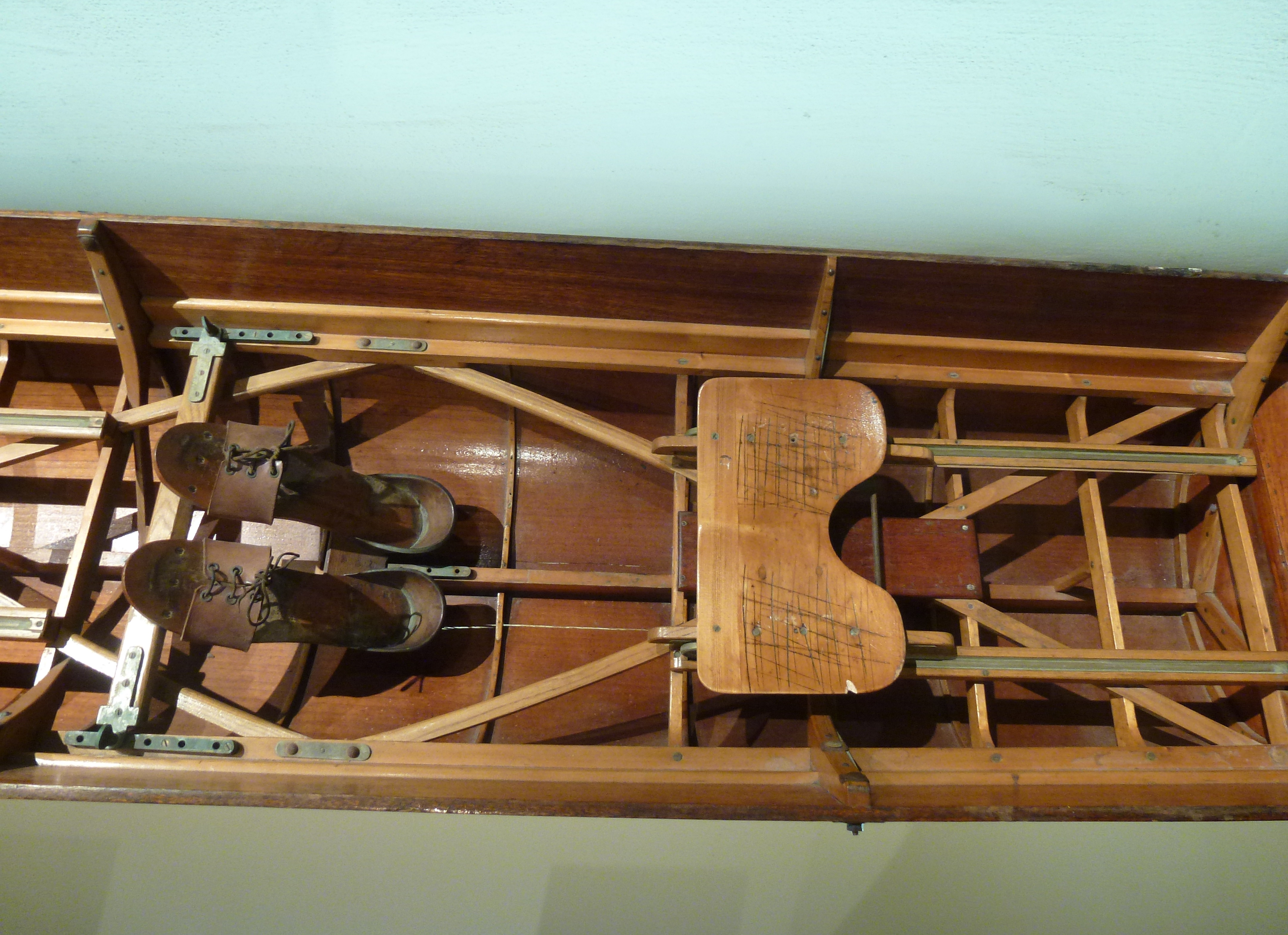
Rollsitz und Stemmbrett im Englandachter, Olympische Sommerspiele 1912.

Der Rollsitz ist eine Komponente eines Sportruderbootes. Er dient zur Verlängerung des Ruderschlages und hat die Form einer ergonomisch an das Gesäß eines Ruderers angepassten Sitzfläche mit zwei Achsen und vier Rollen. 

## Funktionsweise und Aufbau

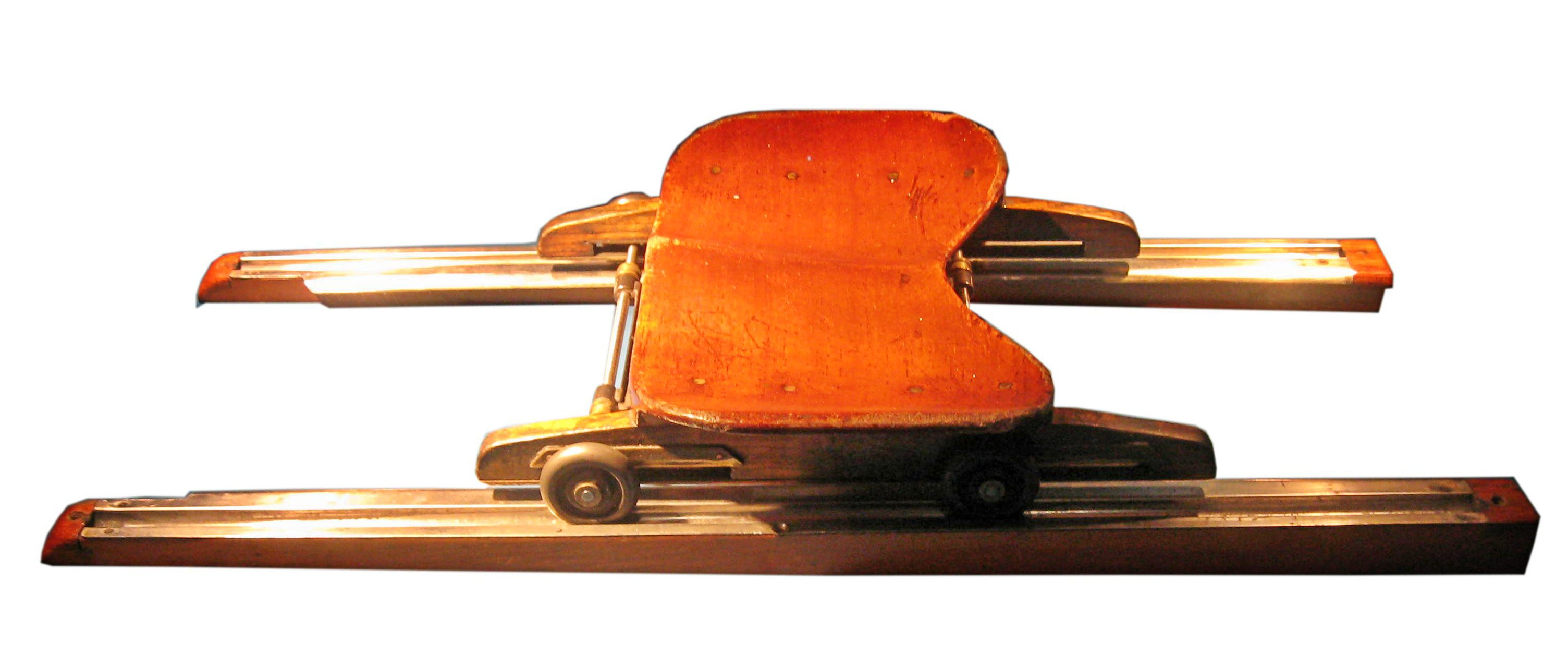
Hölzerner Rollsitz auf Rollschienen

Der Rollsitz wird auf zwei parallele Rollschienen im Ruderboot gelegt und von ihnen beim Rollen geführt. Der Ruderer sitzt auf dem beweglichen Rollsitz und kann durch die Nutzung seiner Beine den Ruderschlag verlängern. Die Füße sind dabei über das Stemmbrett am Boot fixiert. Durch den Einsatz der kräftigen Beinmuskulatur kann der Vortrieb erheblich vergrößert werden.
Die Sitzschale ist meist aus Holz, seltener aus Kunststoff oder Kohlenstofffaserverbundwerkstoffen hergestellt. Auf der Sitzfläche sind häufig zwei Löcher für den Beckenknochen eingearbeitet. Wegen technischen Limitierungen der Länge von Rollschienen wurde das Fahrwerk lange mit einem sogenannten Schlitten ausgestattet, der den Rollweg um etwa 10 Zentimeter verlängerte. Unterdessen haben sich wartungsarme und robuste Kugellager-Konstruktionen durchgesetzt.
Die Rollschienen, auch Rollbahn genannt, sind zwei parallele Metallschienen, die den Rollsitz führen. Die Länge der Rollschienen liegt heute bei rund 75 bis 82 Zentimetern. Als Werkstoff wird häufig eine korrosionsbeständige Aluminiumlegierung genutzt. Bis in die 1960er-Jahre wurden kürzere Messing- oder Edelstahlschienen in Verbindung mit einem Schlitten-Rollsitz genutzt. 
Die Spurweite der Schienen ist variabel und hängt insbesondere von der Bootsklasse ab. Nach Möglichkeit wird eine große Spurbreite genutzt, um das Anstoßen der Waden an die Schienenenden zu vermeiden. In Einern und Zweiern ist das aufgrund der schmalen Bauform nicht immer möglich. Die üblicherweise per Holzkeil unter den Schienen erzeugte geringe Steigung (ca. ein bis zwei Zentimeter Höhengewinn zum Bugende) unterstützt den Ruderer bei der korrekten Ausführung der Rudertechnik.

## Entwicklung
Rollsitz und Rollschienen wurden etwa ab 1857 in Amerika und England entwickelt. Anfangs wurde viel mit Schmiermitteln an der Sporthose anstelle von Rollen experimentiert. Ab etwa 1883 setzte sich der Rollsitz, inzwischen technisch deutlich verfeinert, allgemein im Rudersport durch.

## Alternativen
Ein alternatives Konzept zur Verlängerung des Ruderschlages stellt der Rollausleger dar. Dabei sitzt der Ruderer auf einem fest am Ruderboot montierten Sitz, während der Ausleger rollbar gelagert ist. Vorteilhaft ist dabei, dass das Gewicht des Ruderers nicht so stark wie beim Rollsitzkonzept im Boot verlagert wird,  und deshalb das Stampfen um die Querachse erheblich reduziert ist. Bei Ruderregatten ist das Rollauslegerkonzept allerdings seit 1984 verboten, nachdem es bei den Ruder-Weltmeisterschaften in den Jahren zuvor dominiert hatte. Rollausleger spielen im Rudersport heute deshalb nur eine untergeordnete Rolle.